# Chris Clark (Eishockeyspieler)
Chris Clark (* 8. März 1976 in Manchester, Connecticut) ist ein ehemaliger US-amerikanischer Eishockeyspieler und derzeitiger -trainer, der im Verlauf seiner aktiven Karriere zwischen 1994 und 2011 unter anderem 641 Spiele für die Calgary Flames, Washington Capitals und Columbus Blue Jackets in der National Hockey League auf der Position des rechten Flügelstürmers bestritten hat. Seinen größten Karriereerfolg feierte er jedoch in Diensten der Saint John Flames mit dem Gewinn des Calder Cups der American Hockey League im Jahr 2001.

## Karriere
Der 1,81 m große Flügelstürmer begann seine Karriere im Team der Clarkson University im Spielbetrieb der National Collegiate Athletic Association, bevor er beim NHL Entry Draft 1994 als 77. in der dritten Runde von den Calgary Flames ausgewählt (gedraftet) wurde.
Nachdem er zuerst beim Farmteam Saint John Flames in der American Hockey League eingesetzt worden war, absolvierte der Rechtsschütze in der Saison 1999/00 seine ersten NHL-Spiele für Calgary. Für die Flames stand Clark fünf Spielzeiten lang auf dem Eis, in seiner letzten Saison in Kanada erreichte er mit dem Team sogar das Stanley-Cup-Finale, das allerdings mit drei zu vier Spielen gegen die Tampa Bay Lightning verloren wurde.
Nach der Lockout-Saison 2004/05, die der Amerikaner beim SC Bern in der Schweizer Nationalliga A sowie bei den Storhamar Dragons in der norwegischen UPC-ligaen verbrachte, wechselte Chris Clark am 4. August 2005 als Free Agent zu den Washington Capitals. Ab Januar 2006 stand er neben Alexander Owetschkin in der ersten Sturmreihe der Capitals, am 13. September wurde er zudem der neue Kapitän der Hauptstädter. Nachdem der Stürmer in den Spielzeiten 2007/08 und 2008/09 vom Verletzungspech verfolgt war, konnte er in der Saison 2009/10 endlich wieder ohne Probleme spielen. Dennoch transferierten die Capitals ihren Kapitän am 28. Dezember 2009 gemeinsam mit Verteidiger Milan Jurčina zu den Columbus Blue Jackets. Im Gegenzug wechselte Jason Chimera nach Washington.
Nach der Saison 2010/11 bekam der US-Amerikaner keinen neuen Vertrag bei den Blue Jackets. Im September 2011 versuchte er sich im Trainingslager der Boston Bruins, wo er allerdings ebenfalls kein Arbeitspapier erhielt. Schließlich wechselte Clark Anfang November 2011 auf Tryout-Basis zu den Providence Bruins in die AHL. Nach sechs Einsätzen beendete er schließlich seine aktive Karriere noch im selben Monat und wechselte daraufhin zurück zu den Columbus Blue Jackets, wo er einen Posten im Trainerstab übernahm.

## Erfolge und Auszeichnungen
- 1995 ECAC All-Rookie Team
- 1998 ECAC Second All-Star Team
- 2001 Calder-Cup-Gewinn mit den Saint John Flames

## Karrierestatistik

### International
Vertrat die USA bei:
- Weltmeisterschaft 2002
- Weltmeisterschaft 2007

(Legende zur Spielerstatistik: Sp oder GP = absolvierte Spiele; T oder G = erzielte Tore; V oder A = erzielte Assists; Pkt oder Pts = erzielte Scorerpunkte; SM oder PIM = erhaltene Strafminuten; +/− = Plus/Minus-Bilanz; PP = erzielte Überzahltore; SH = erzielte Unterzahltore; GW = erzielte Siegtore; 1 Play-downs/Relegation; Kursiv: Statistik nicht vollständig)